# 洗濯船
バトー・ラヴォワールまたは洗濯船 (Bateau-Lavoir) は、モンマルトル（パリ18区、クリニャンクール地区）にあった集合アトリエ兼住宅である。エミール・グードー広場に面したラヴィニャン通り13番地にあり、20世紀初頭にパブロ・ピカソ、ジョルジュ・ブラック、フアン・グリス、モディリアーニ、モーリス・ドニ、コンスタンティン・ブランクーシをはじめとするモンマルトルの芸術家、文学者、俳優、画商らが活動の拠点とした。特にピカソが『アビニヨンの娘たち』(1907) を描いた場所、キュビスムが誕生した場所として知られる。1970年の火災でほぼ全焼し、現在は小さなショーウィンドーに「洗濯船」に関する資料を展示している。

## 名前の由来

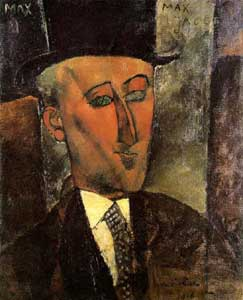
モディリアーニ作『マックス・ジャコブの肖像』(1916)

「洗濯船」の名付け親は詩人のマックス・ジャコブ (1876-1944) である。この建物はモンマルトルの丘に建てられたため、入口のあるラヴィニャン通りと裏口のあるガロー通りにはかなりの段差があり、ラヴィニャン通りから見ると2階建て、ガロー通りから見ると3階建てであり、ラヴィニャン通りから入って地下に降りるとガロー通りの1階に通じていた。当初は工場として建てられたために、兵舎または長屋を思い起こさせる外観である。鹿島茂は2004年5月6日付『東京新聞』に掲載された記事「洗濯船の興亡」で、「詩人のマックス・ジャコブは、積み木の箱のようなこのバラック建築を見て、セーヌ川に浮かぶ洗濯船を思い浮かべたのである」とし、さらに、日本ではあまり知られていないこの「洗濯船」について次のように説明している。

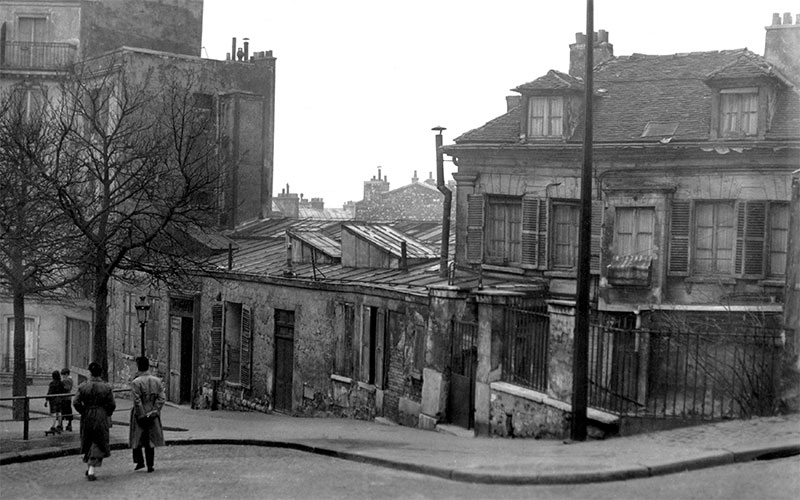
1910年頃の洗濯船（モンマルトル美術館所蔵）

ちなみに、2017年夏にノジャン＝シュル＝セーヌのセーヌ川に洗濯船が再現された。今後はここに観光局の事務所を設置するという。一方、名前の由来については、「洗濯船」に構造・形状が似ていたというだけでなく、マックス・ジャコブが集合アトリエ「洗濯船」に入居する際に、上階の窓に「洗濯物が干されているのを目にして『洗濯船』と名づけた」と説明されている。これはモンマルトルの芸術家やエコール・ド・パリの画家らと親しく接し、『洗濯船 ― 20世紀美術の青春』(江原順訳, 集英社, 1977)、『ピカソからシャガールへ ― 洗濯船から蜂の巣へ』(高草茂監修, 清春白樺美術館, 1994) (「蜂の巣」は同じ頃モンパルナスにあった集合アトリエ「ラ・リューシュ」) などの邦訳書もある美術評論家ジャニーヌ・ワルノーの著書に基づくものであり (『モンマルトル美術館コレクション案内 (Guide des collections du Musée de Montmartre)』参照) 、モンマルトル美術館が所蔵する集合アトリエ「洗濯船」の写真ともにしばしば引用される。
この特殊な構造物は画題にもなっている。

### 洗濯船のギャラリー

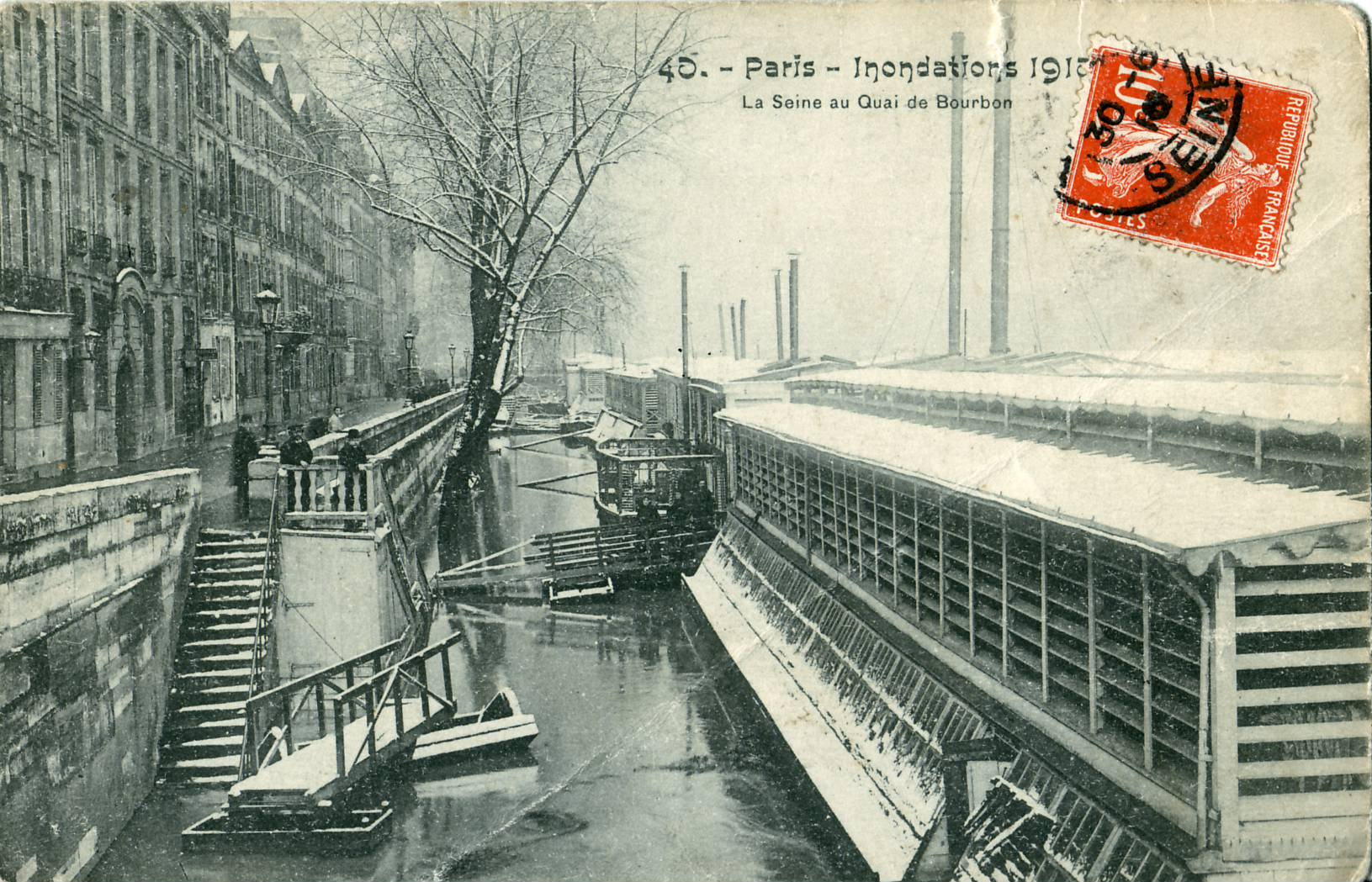
セーヌ川の洗濯船（ブルボン河岸）1910年の洪水
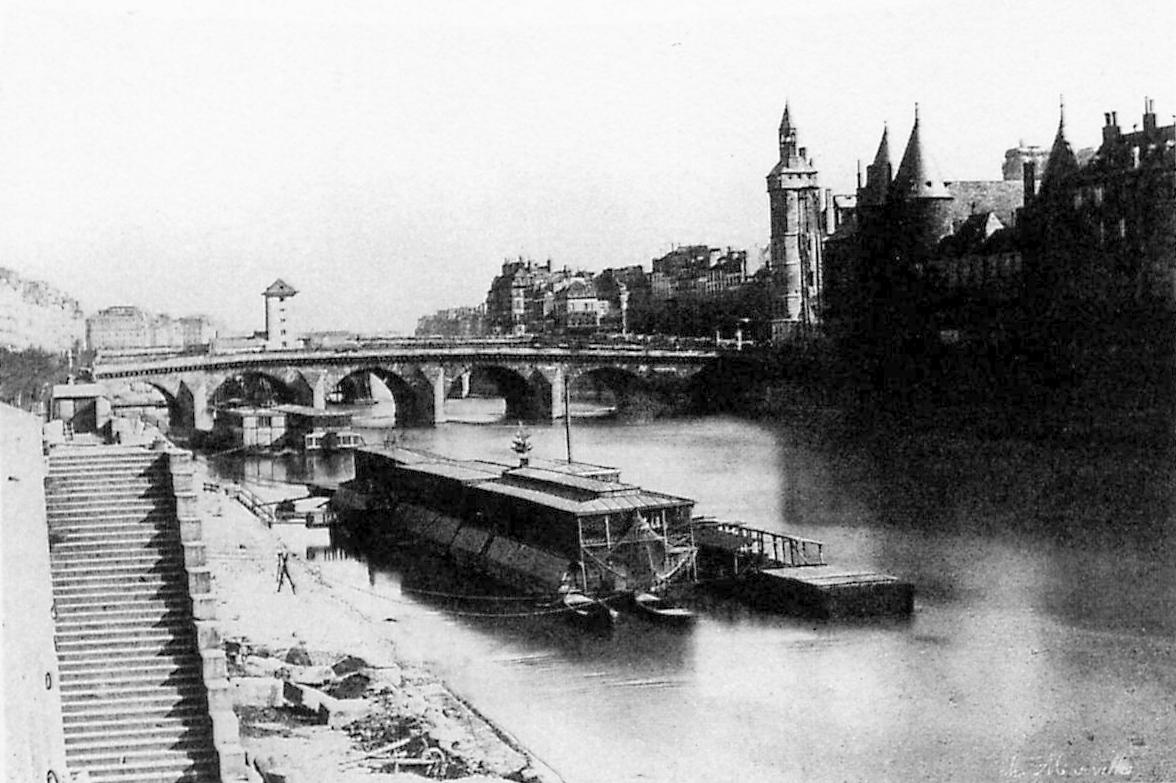
シャルル・マルヴィル (1813-1879) 作『パリ、セーヌ川の洗濯船、シャンジュ橋付近』
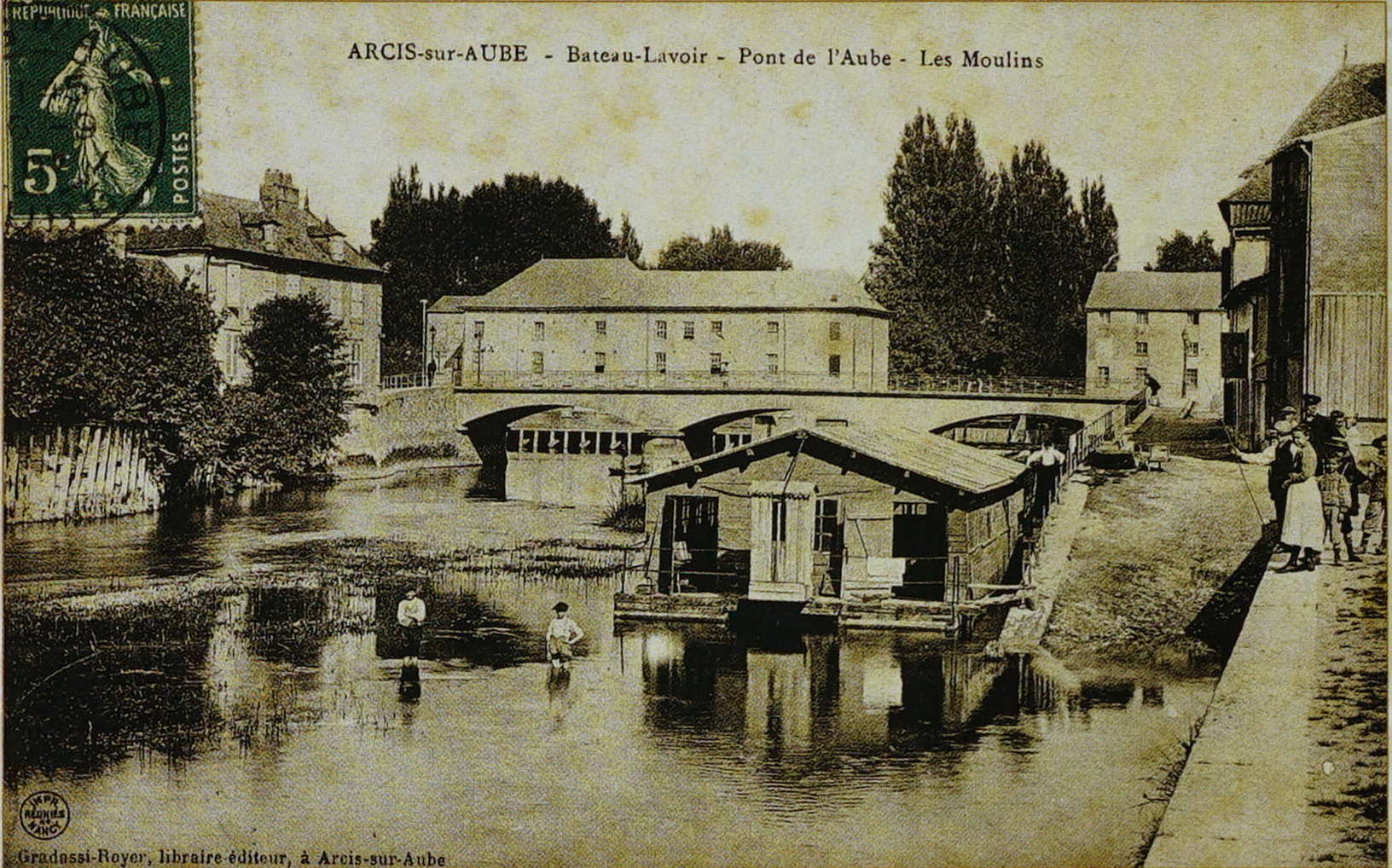
アルシ＝シュル＝オーブ（オーブ県）の洗濯船
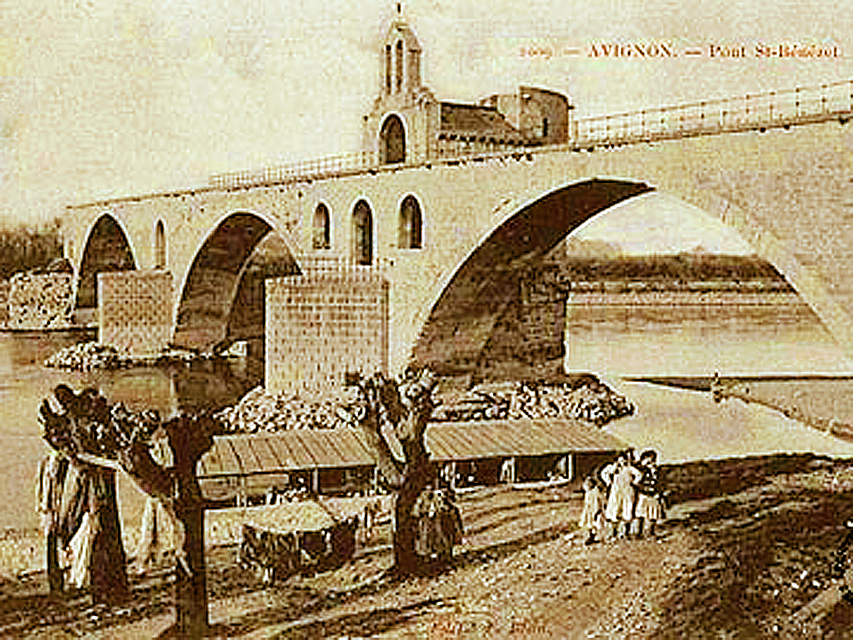
サン・ベネゼ橋（アヴィニョンの橋）の洗濯船
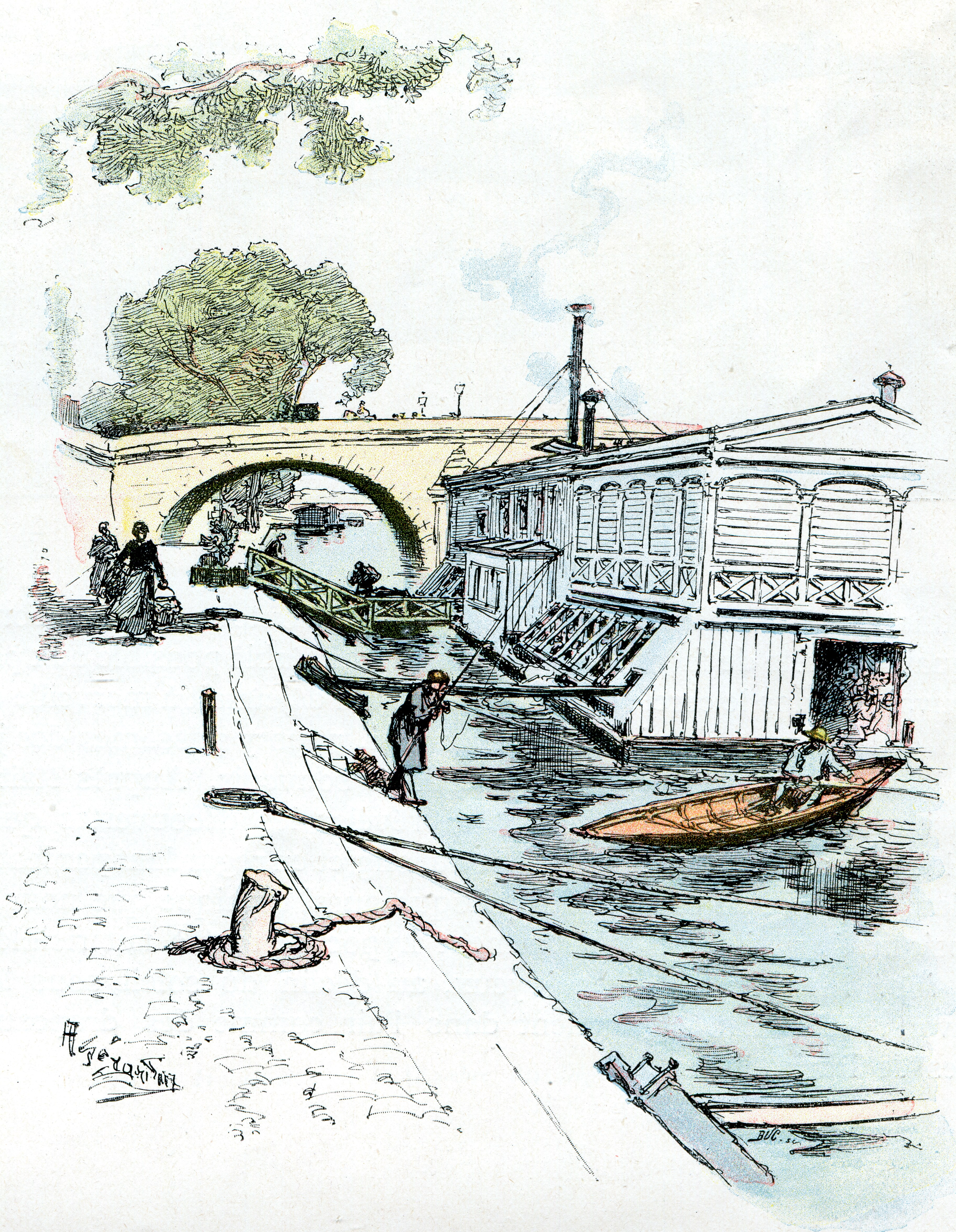
オーギュスト・ジェラルダン (1849-1924) 作『洗濯船』「フランスの美しい村」シリーズ「パリの風景」(1897)
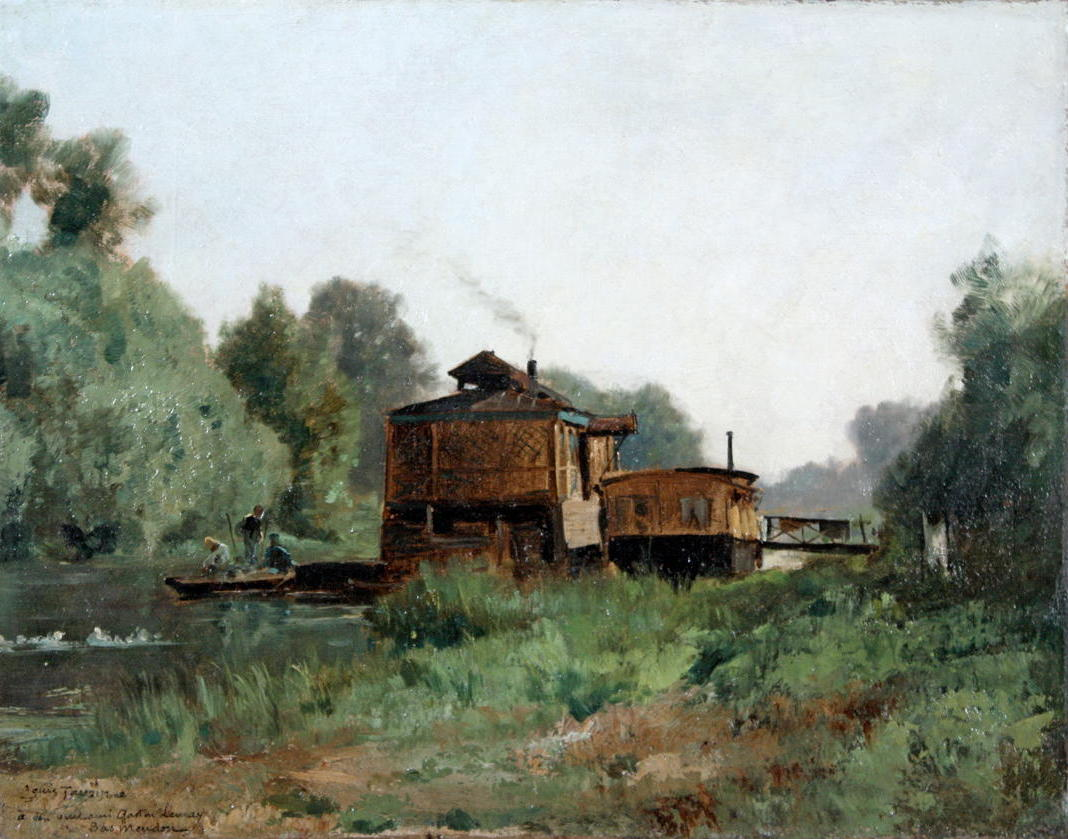
ルイ・トーザン (1842-1915) 作『バ＝ムードンの洗濯船』(1890年頃) ムードン芸術歴史博物館所蔵
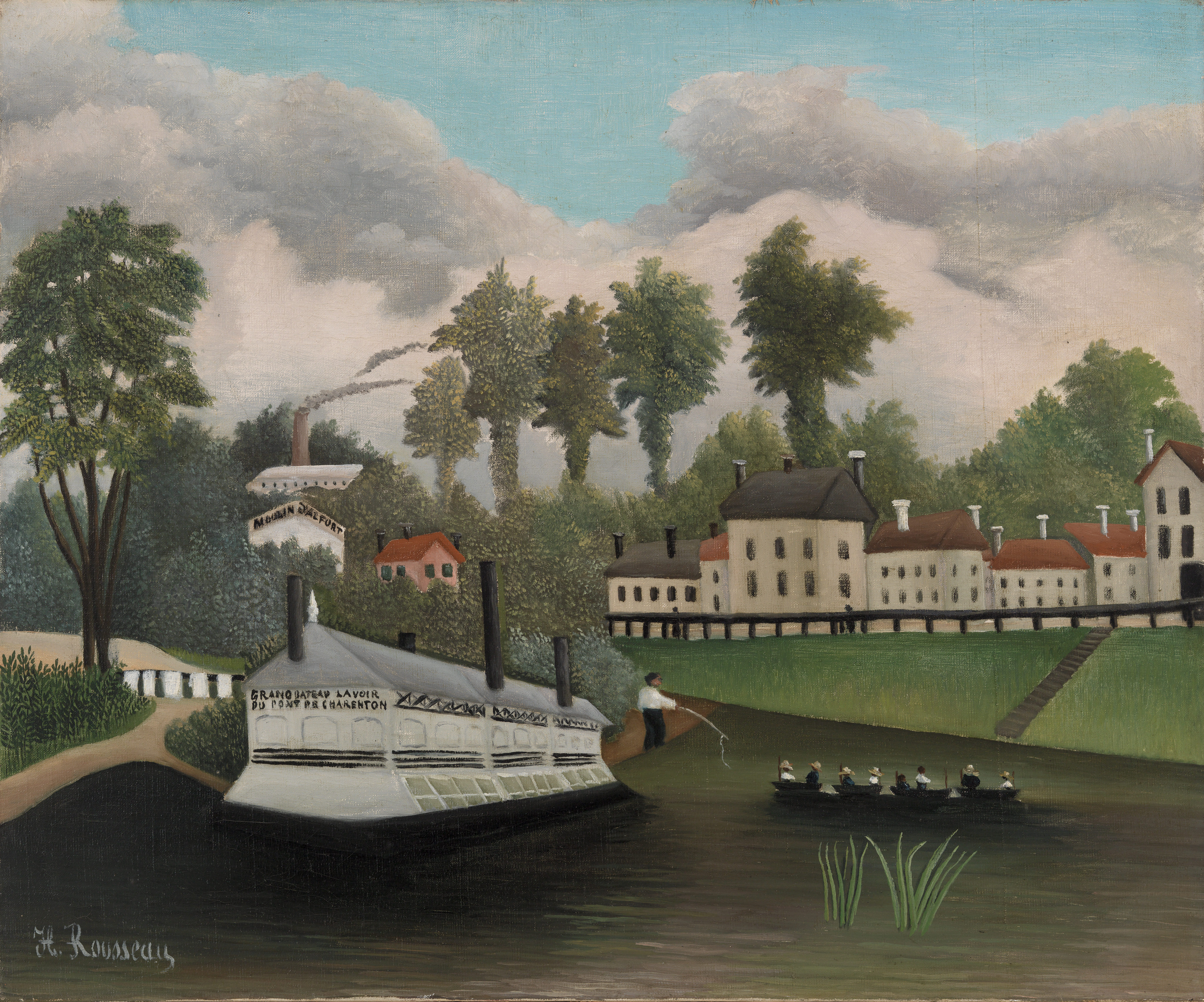
アンリ・ルソー (1844-1910) 作『シャラントン橋の洗濯船』(1895) バーンズ・コレクション所蔵
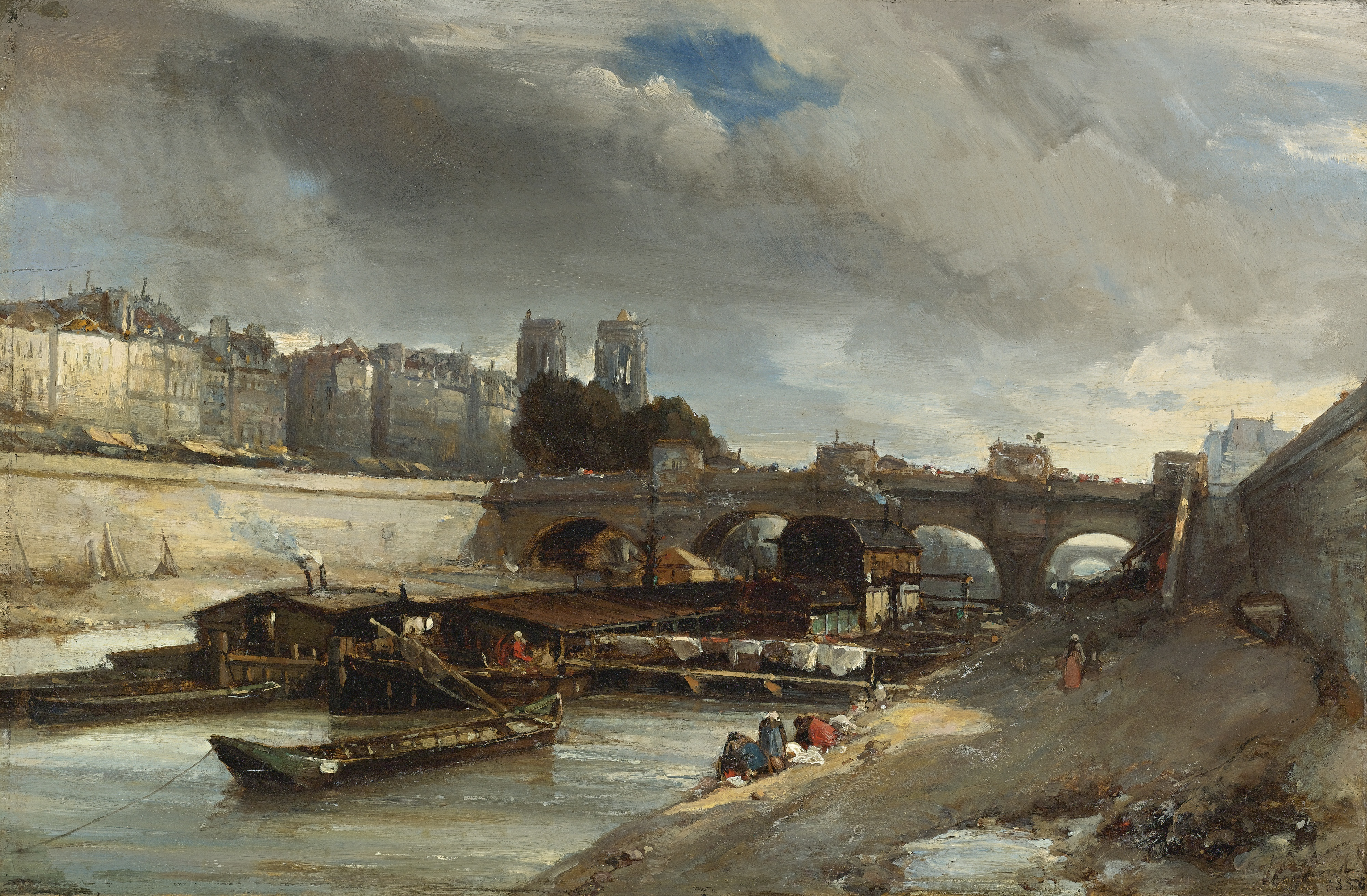
ヨハン・ヨンキント (1819-1891) 作『パリ、ポンヌフ近くの洗濯船』(1850) 個人蔵
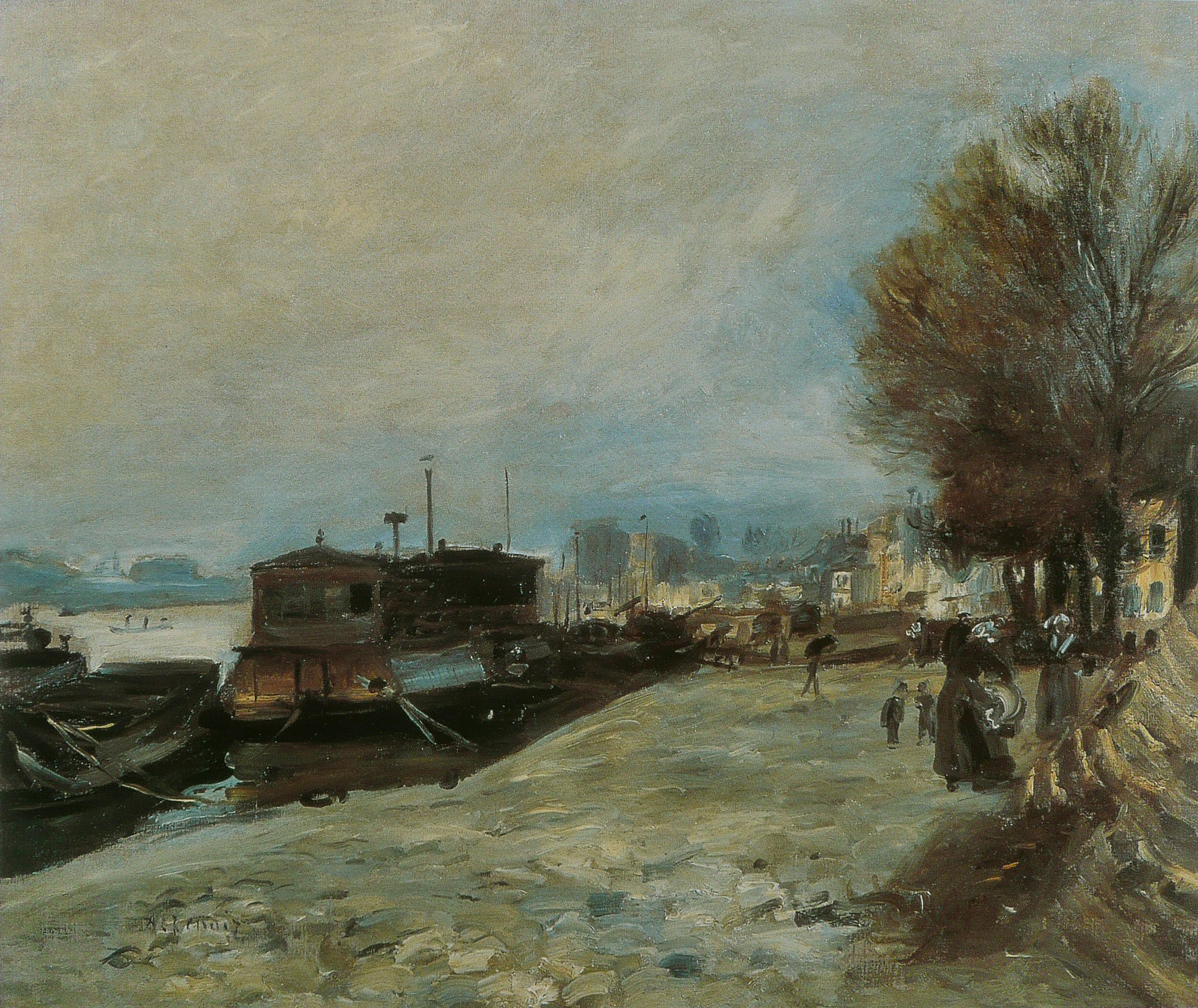
ルノワール (1841-1919) 作『パリ郊外、セーヌ河の洗濯船』(1871) 諸橋近代美術館所蔵
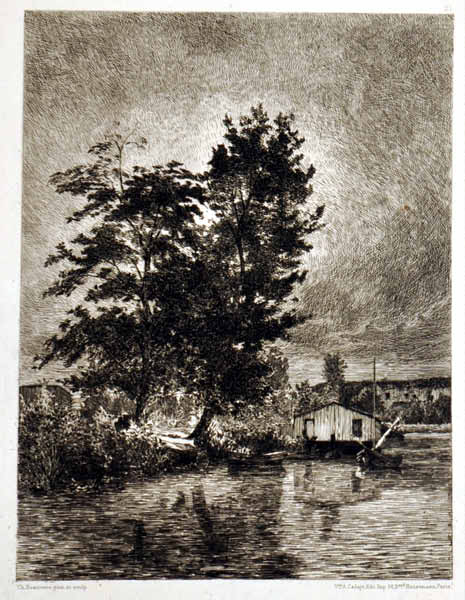
シャルル・ボーヴリー (1839-1923) 作『オーヴェル＝シュル＝オワーズ（オーヴェルの洗濯船）』(1870年頃) (ミュンヘン) サクソニア画廊所蔵

## 歴史
「洗濯船」があった敷地には、1830年頃まで「比類なき梨の木」という酒場があった。実際、梨の大木があり、水平に大きく張った枝に10人ほどが座れるテーブルを設置した風変わりな酒場で、版画にも描かれているほどである。1830年頃に地盤沈下のために閉店。1860年頃、跡地に木造3階建てのピアノ製造工場が建てられた。1867年に錠前屋のフランソワ＝セバスチャン・メイヤールが買い取り、その後1889年にティブヴィルという人物がこれを改装してアトリエ約10室を設置した。建築家ポール・ヴァスールによる設計であることは公文書に記録されているが、他の関係者らと同様、この建築家についても詳細は不明である。暗くて狭いうえに暖房もなかったので家賃が安く、やがて貧しい芸術家が集まるようになった。

## 洗濯船を拠点とした芸術家
以下では、当時の「洗濯船」における暮らしぶり、創作活動、芸術家らの交流について、その一端を紹介するために、ここににアトリエを構えた数人の芸術家を取り上げる。

### 画家モーフラとゴーギャン

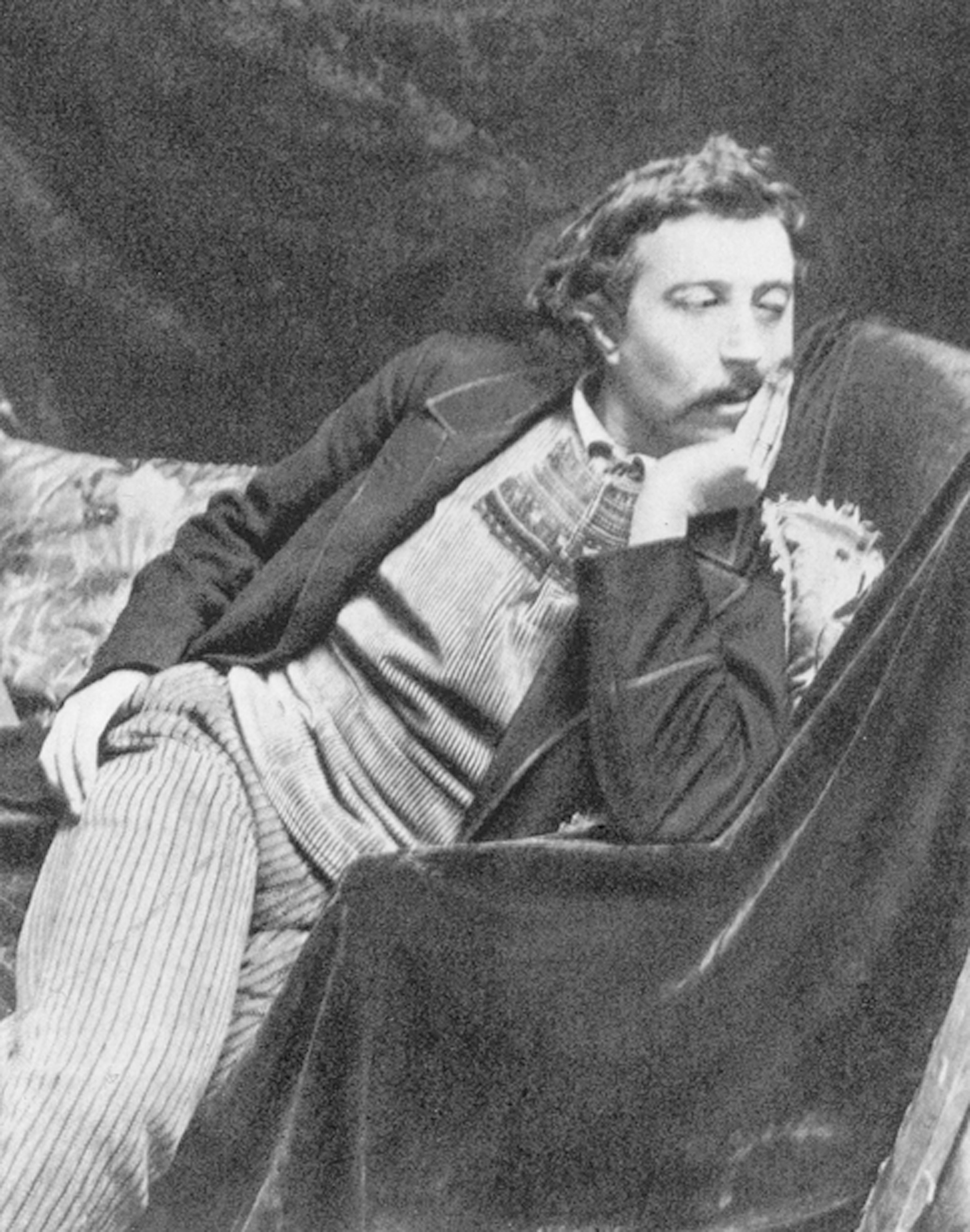
1891年のゴーギャン

当初は「罠猟師の小屋」と呼ばれていた。最初にここにアトリエを構えたのはナント出身の画家マクシム・モーフラ(1861-1918) で、ブルターニュから戻った1892年のことであった。彼のアトリエには政治家のアリスティード・ブリアン (1862-1932)、詩人のヴィクトール＝エミール・ミシュレ(1861-1938) らの同郷人や、ポン＝タヴァンで知り合ったポール・ゴーギャン (1848-1903) が出入りしていた。モーフラは日記に、「土曜の夜に集まって、哲学、社会学、無政府主義、絵画の革命、芸術、文学、世界、演劇、世の終わり、社会秩序の転覆、人類の革新、地上の楽園…あらゆることが話題になった。話題が尽きれば、また同じ話を繰り返した。（中略）無政府主義者、詩人、画家、そして後に国会議員になったクロヴィス・ユーグ(1851-1907) は、天井の梁から吊り下げられた古い鉤（かぎ）を見て、『絶望の極みに達したときに首を吊るために、あの鉤に掛ける紐が必要だ』と言っていた。（中略）1893年、誰かがアトリエのドアを叩いた。（中略）ポール・ゴーギャンだった。アストラカン帽を被って、まるで北極から帰ってきたばかりの猟師のようだった」と書いている。さらにゴーギャンはモーフラの素描や習作を見て「あなたが私の芸術を支持する理由がわかる。我々は違う道を歩んでいるが、あなたの道は正しい。この調子で続けなさい」と励ました。

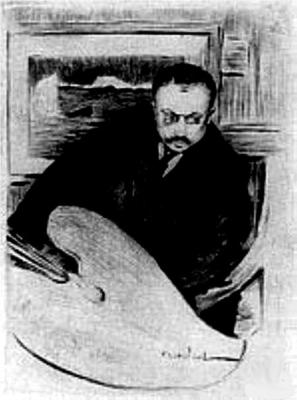
モーフラの肖像 (1910)

モーフラは同年、『海辺の小道』(リトグラフ, 1893) を制作し、翌1894年には（主に1892年から1897年まで前衛芸術作品を展示していた）ル・バルク・ド・ブートヴィルで個展を開き、アンデパンダン展に代表作『波』を出展した。同年、「洗濯船」にモンマルトルの無政府主義者が出入りしていたことから警察の手入れがあった後、彼はクリシー大通りに引っ越した。

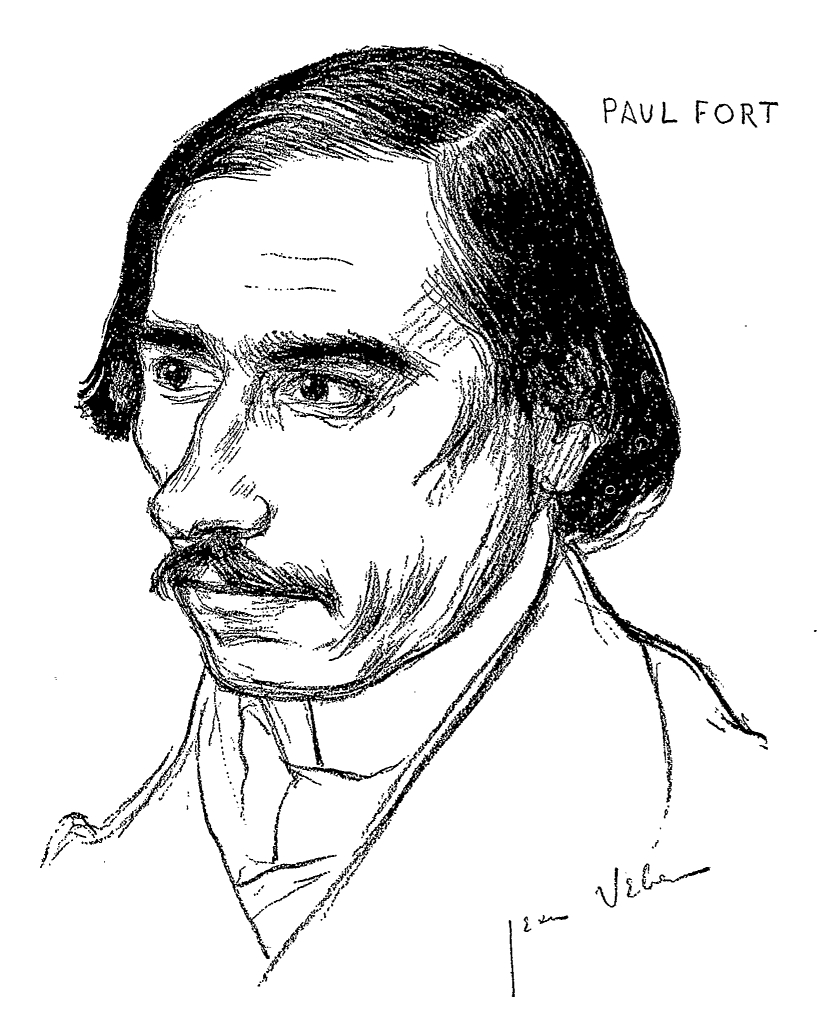
ジャン・ヴェベール (1864-1928) によるポール・フォールの肖像 (1898)

### 詩人ポール・フォール、18歳で芸術座を創設

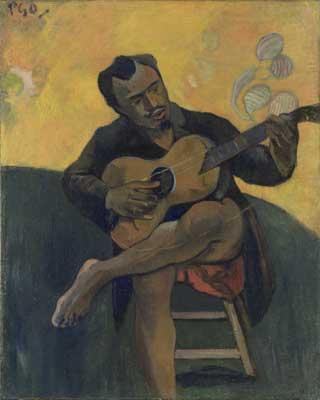
ゴーギャン作『ギタリスト (パコ・ドゥリオの肖像)』(1900年頃, 個人蔵)

同じく「洗濯船」に部屋を借りていた詩人ポール・フォール(1872-1960) は、経済的にかなりの困難を伴いながらも、1890年、わずか18歳で劇団「芸術座（芸術劇場）」を立ち上げ、ヴェルレーヌ、ジュール・ラフォルグ、レミ・ド・グールモン、メーテルリンクらの象徴主義演劇を上演した。これはアンドレ・アントワーヌがエミール・ゾラなどの自然主義演劇を上演するために1887年に創設した自由劇場に対抗するものであり、1893年にリュニエ＝ポー(1869-1940) の制作座に受け継がれた。

### イタリア人・スペイン人芸術家
1900年から1904年にかけて、主にイタリア人とスペイン人の芸術家が「洗濯船」に暮らすようになった。イタリア人は画家・小説家のアルデンゴ・ソッフィチ(1879-1964)、スペイン人は彫刻家のパコ・ドゥリオことフランシスコ・ドゥリオ(1868-1940) を中心にグループを形成していた。1904年4月、パコ・ドゥリオはパブロ・ピカソ (1881-1973) にアトリエを譲った。

### ピカソとフェルナンド・オリヴィエ

#### バラ色の時代からキュビスム誕生へ
ピカソはこれ以前からマックス・ジャコブのもとに身を寄せ、ジャコブとともに政治風刺週刊誌『ル・クリ・ド・パリ』（1897年創刊）の事務所でアルデンゴ・ソッフィチに会い、1903年にソッフィチが『ラ・プリューム』誌の象徴主義グループに加わると、ピカソとジャコブも同誌に寄稿したため、「洗濯船」に越してから親交が一層深まった。ソッフィチはピカソとのつながりにより、「パリという大都会の耐え難い孤独」を癒され、それまで感じていた「外国人芸術家が直面する険悪な雰囲気」が和らいだという。また、この頃のピカソの絵にも、画家以外との交流を感じさせる要素があるという指摘がある。

同年、ピカソはフェルナンド・オリヴィエ(1881-1966) に出会った。不幸な結婚の後、彫刻家ローラン・ドゥビエンヌの愛人・モデルとなった彼女が「洗濯船」を訪れたときのことであった。「この建物にあるスペイン人画家が住んでいた。その大きな目、重々しく鋭く、しかも物思わしげな眼差し、あまりにも激しい炎を湛えたその瞳に心を打たれ、私も思わず見つめ返していた」。

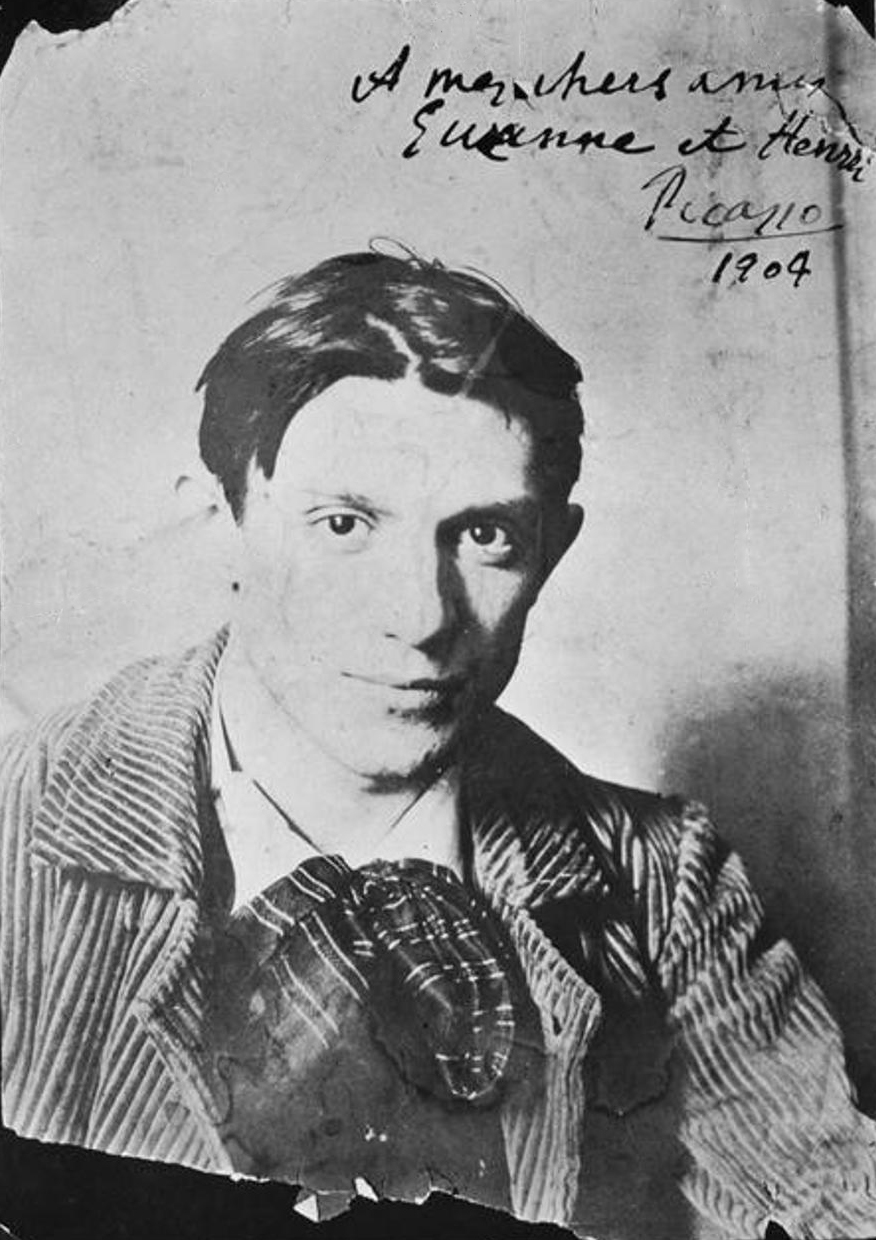
1904年のパブロ・ピカソ

以後、ピカソはフェルナンド・オリヴィエをモデルに『眠る女』(1904)、『髪を梳く女』(1906)、『水差しを持つ裸婦』(1906) などの多くの作品を制作すると同時に、これを契機に「青の時代」から次第に明るい色調の「バラ色の時代」に移行することになり、『玉乗りの曲芸師』(1905)、『サルタンバンクの家族』(1905)、『パイプを持つ少年』(1905)、『二人の兄弟』(1906)、『ガートルード・スタインの肖像』(1906) などを制作した。そして、1907年、「キュビスム革命」の発端となった『アビニヨンの娘たち』を発表した。ジャニーヌ・ワルノーは『モンマルトル美術館コレクション案内』で、「1907年に、ピカソが『洗濯船』のアトリエでキュビスムの誕生を記した『アビニヨンの娘たち』を描かなかったら、この建物が美術史上にその名を残すことはなかっただろう」と書いている。キュビスムの作品としては、特に1909年に『オルタのレンガ工場』、『リキュール酒の瓶のある静物』、『フェルナンドの肖像』のほか、彫刻作品『女性の頭部（フェルナンド）』を制作した。
1909年9月、スペインの旅から帰った二人は「洗濯船」を去って、クリシー大通り11番地に大きなアパート兼アトリエを借りた。この頃から二人の関係は「冷え切っていたものの、1911年の秋にピカソが新しい愛人エヴァと暮らし始めるまでは続いていた。そして二人が最後に会ったのは、1912年の夏だった」。フェルナンドはピカソとの生活について『ピカソと友人たち (Picasso et ses amis)』(邦訳書『ピカソとその周辺』)、『私的な思い出 (Souvenirs intimes)』という2冊の本を書いている。前者は1933年に出版されたが、後者についてはこれ以上過去の私生活について公表されることを好まなかったピカソが、フェルナンドに仕送りをする条件でこれを差し止め、二人の死後、1988年になってようやく出版された。フェルナンドは『ピカソと友人たち』の冒頭で「洗濯船」でのピカソとの暮らしについて、「ピカソはまだ若かった女友達を覚えているでしょうか。頻繁に彼のためにモデルになったり、当時、靴さえなくて、2か月間も外出できなかった女性のことを。冬に凍てついたアトリエの中で、暖房用の石炭が買えなくて、ベッドに入ったままだった女性のことを覚えているでしょうか。（中略）私の人生の中で、最も大切な時期をピカソと暮らしました。あの時期、私は幸せだったと思います。冬場はアトリエの中はとても寒くて、前の日に飲んだお茶の残りがティーカップの底で凍っていました。でも、ピカソはそんなことにもめげずに、休むことなく制作を続けていました」（森耕治訳）と語っている。

### ヴァン・ドンゲンとピカソ

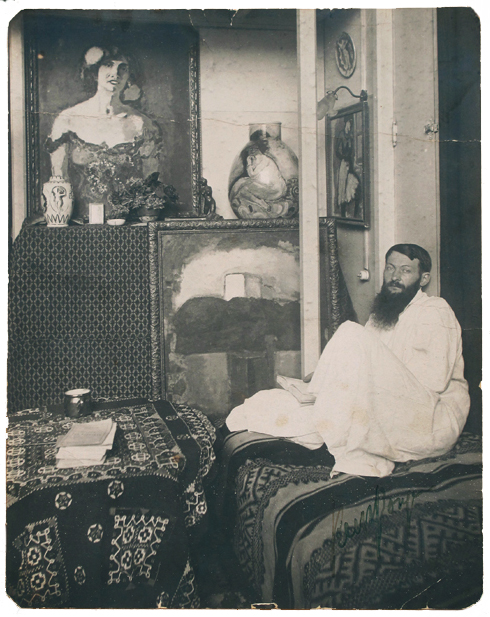
1910年頃のヴァン・ドンゲン (パリ9区ソルニエ通りのアトリエ)

オランダ人画家キース・ヴァン・ドンゲン (1877-1968) が妻とパリに転居したのは1899年10月頃である。最初はモンマルトルのオルドネ通り、次にジラルドン通り5番地から袋小路に入った10番地の屋根裏部屋を借りていた。モーリス・ド・ヴラマンク (1876-1958)、アンリ・マティス (1869-1954) に出会ってフォーヴィスム（野獣派）に傾倒した彼は、1905年、サロン・ドートンヌに参加。同年12月頃、前年から「洗濯船」に住んでいたピカソに誘われてここに転居した。

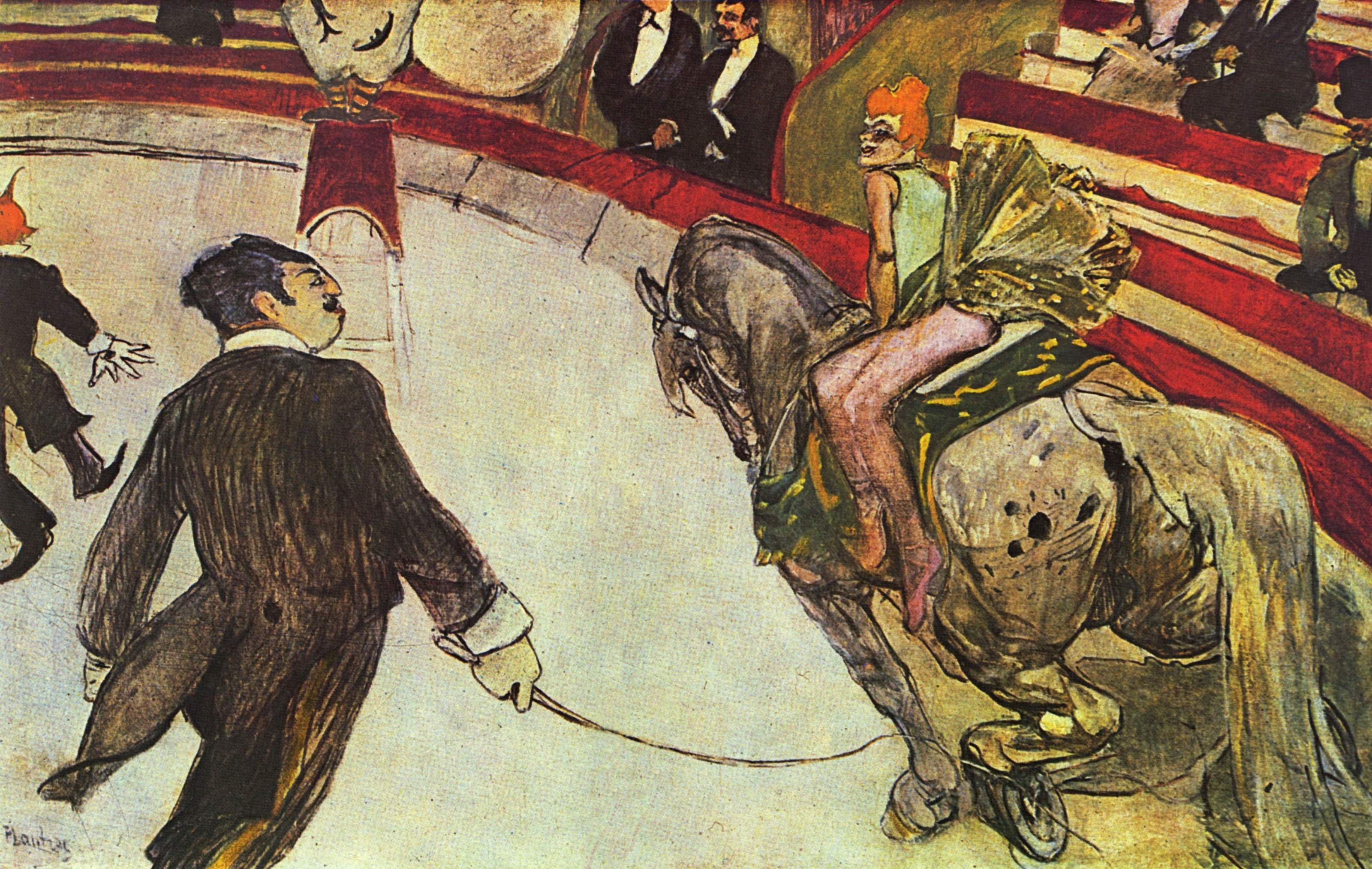
トゥールーズ＝ロートレック作『フェルナンド・サーカスにて』(1888, シカゴ美術館所蔵)

ピカソとフェルナンド、ヴァン・ドンゲンと妻、娘のドリーは同じ階に住み、頻繁に行き来していた。当時、モンマルトルでは「メドラノ・サーカス」が人気を博し、ピカソが『玉乗りの曲芸師』、『サルタンバンクの家族』などを描いたのも実際にサーカスに通っていたからである。「メドラノ・サーカス」は経営難に陥った「フェルナンド・サーカス」の後身としてジェローム・メドラノが1897年に設立したが、フェルナンド・サーカスはジョルジュ・スーラ (1859-1891) の代表作『サーカス』(1891) をはじめとし、トゥールーズ＝ロートレックの『フェルナンド・サーカスにて』(1888)、オーギュスト・ルノワールの『フェルナンド・サーカスの曲芸師たち（ふたりのサーカスの少女）』(1879) などの名画の題材になったことで知られる。ヴァン・ドンゲンもピカソとともにサーカスに通い、『メリーゴーラウンド（回転木豚）』(1905)、『シナグラーニ（ダンサー）』(1906) などサーカスの絵を描いた。また、フェルナンドを描いた絵も多く、1907年には代表作『フェルナンド・オリヴィエ』を制作した。ピカソとヴァン・ドンゲンは深い友情で結ばれながら、同時にまた、画家としてライバルであった。ピカソが1907年に『アビニヨンの娘たち』を描いてキュビスムに向かったのに対して、翌1908年、既に「洗濯船」を去って近くのラマルク通り35番地に住んでいたヴァン・ドンゲンがアンデパンダン展に出展した『タバランの女レスラーたち』は、『アビニヨンの娘たち』を連想させる構図でありながら、レスラーらしく肉付きの良い「立体的な」女たちを描いている。
ヴァン・ドンゲンが「洗濯船」に滞在したのは1年ほどの短期間だったが、晩年、74歳でモナコに瀟洒なヴィラを購入したとき、これを「洗濯船」と命名し、91歳でこのモナコの「洗濯船」で死去した。

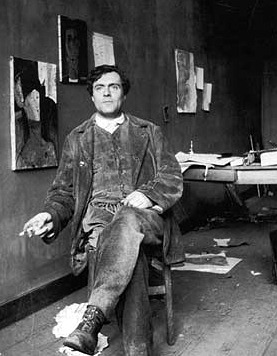
洗濯船のアトリエのモディリアーニ (1915年頃)

### 洗濯船のアトリエのモディリアーニ

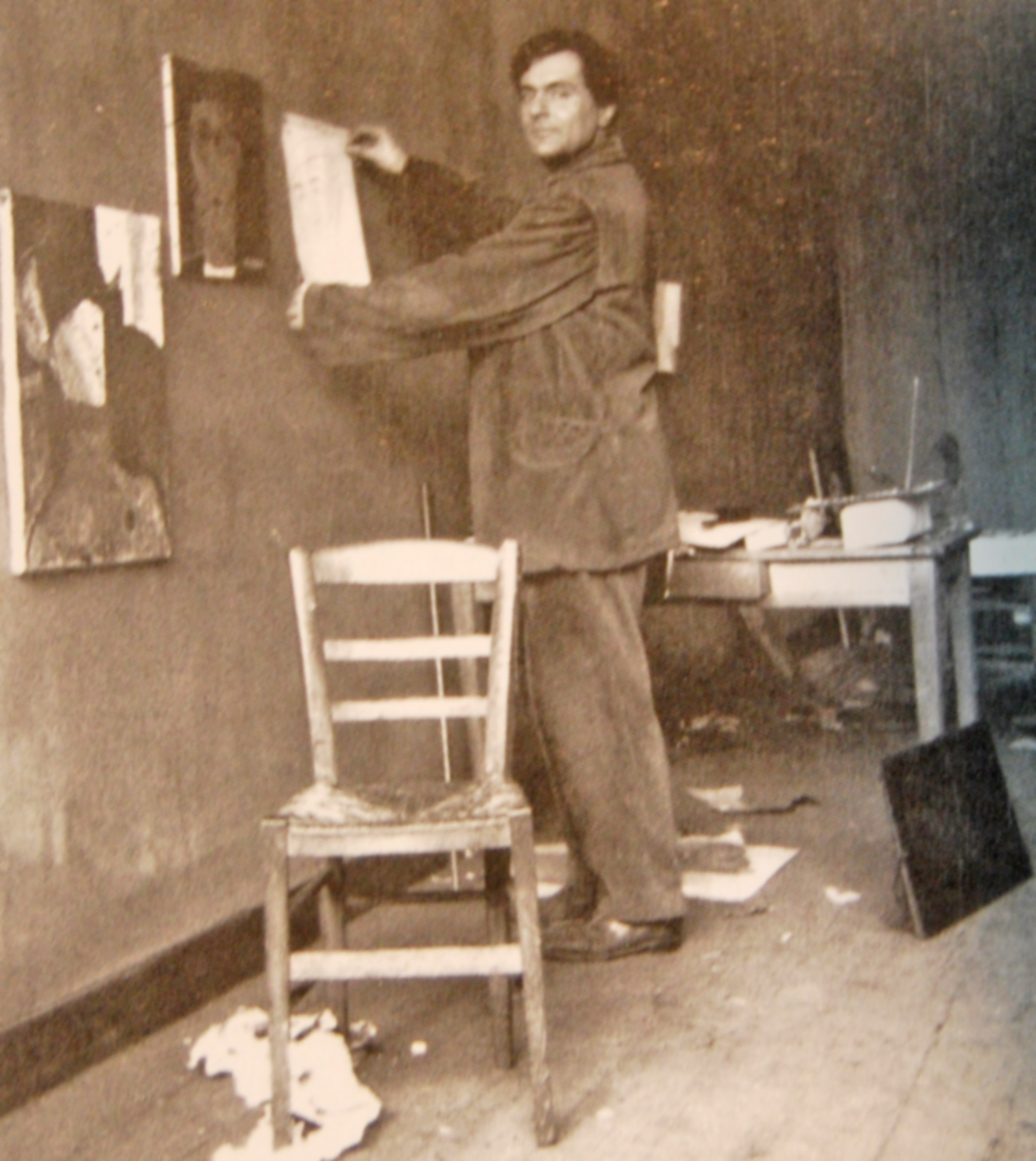
同上 (壁にベアトリスの肖像画)

イタリア人画家アメデオ・モディリアーニ (1884-1920) が渡仏したのは1906年のことである。「洗濯船」に近いコーランクール通りにアトリエを借り、「洗濯船」のピカソ、マックス・ジャコブ、アンドレ・ドラン (1880-1954)、詩人のギヨーム・アポリネール (1880-1918)、作家のブレーズ・サンドラール (1887-1961) のほか、ディエゴ・リベラ (1886-1957)、そして後にモーリス・ユトリロ (1883-1955)、シャイム・スーティン (1893-1943) らとも親しく付き合うようになった。1907年から1908年にかけてアンデパンダン展およびサロン・ドートンヌに出展。1907年にコーランクール通りにアトリエを去ってから、「洗濯船」や周囲のアパートを転々とした。一方、既に1900年頃からモンマルトルの古い家が取り壊されて、新しい住宅が建てられるようになり、1910年代から芸術の拠点はモンパルナスに移り、モディリアーニもスーティン、シャガール、キコイーヌなど、主にソ連や中東欧での弾圧を逃れてきた若いユダヤ人芸術家が集まった集合アトリエ「ラ・リューシュ (蜂の巣)」を拠点に活動するようになった。
だが、その後「洗濯船」のアトリエで撮った写真が残されている。1枚は、右手にタバコを持ち、脚を組んで椅子に座っている写真、もう1枚の写真には2年間付き合っていた英国の詩人・ジャーナリストのベアトリス・ヘイスティングス(1879-1943) の肖像画が写っているため、これらは1915年頃のものとされる。また、1953年12月17日、ブレーズ・サンドラールが40年ぶりに「洗濯船」を訪れ、生前のモディリアーニについて語っている動画が公開されており、このときにもモディリアーニのアトリエは残されていたことがわかる。

### アンリ・ルソーの理解者たち

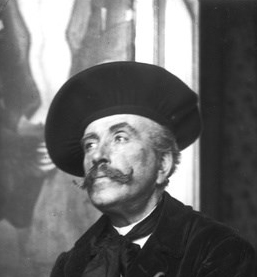
1907年のアンリ・ルソー (パレル通りのアトリエ)

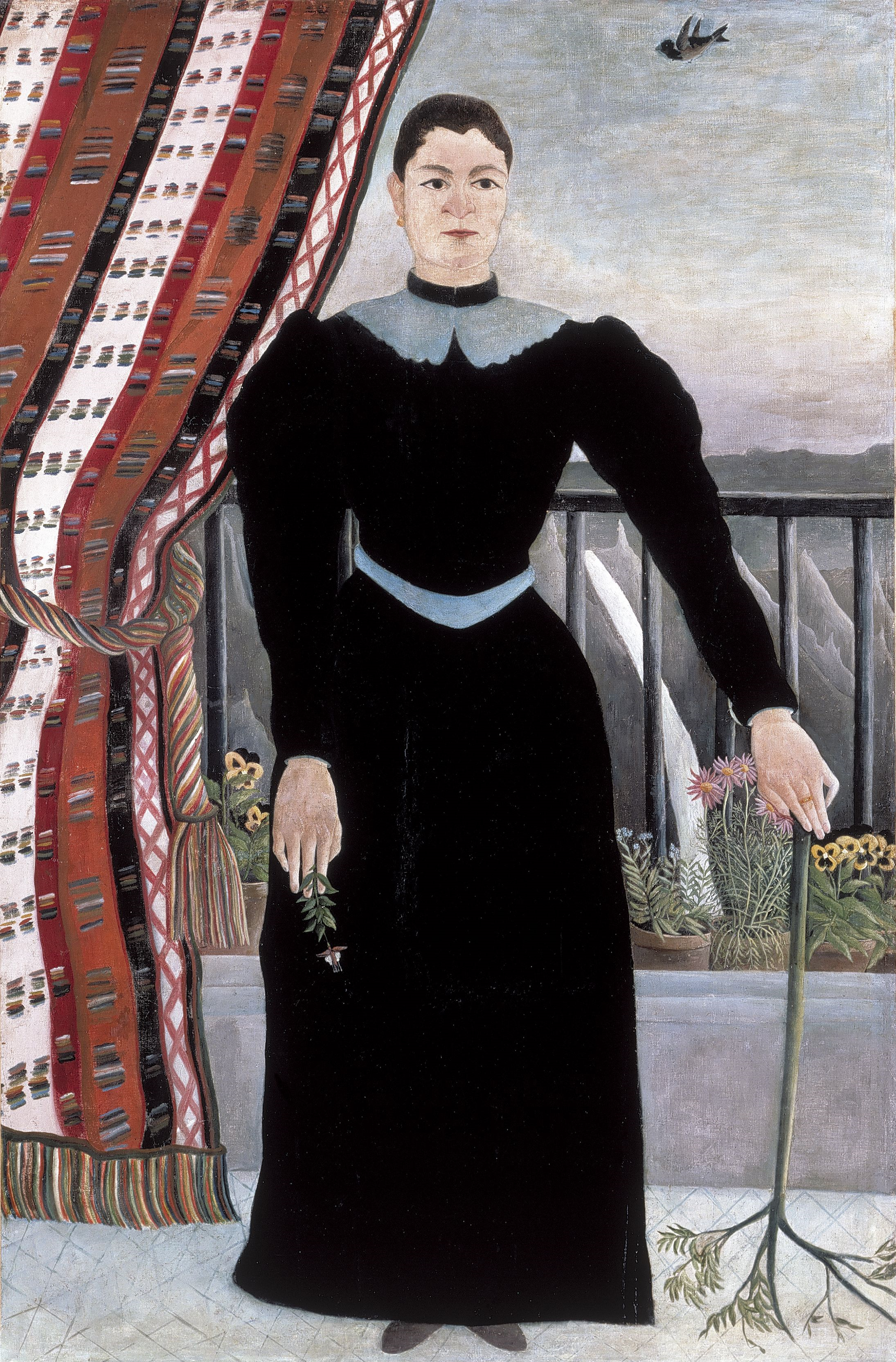
ピカソが古物商で購入した『女性の肖像』(1895, ピカソ美術館所蔵)

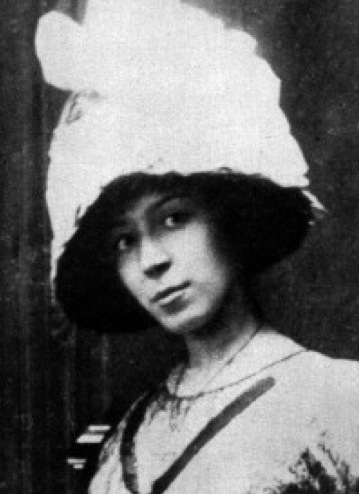
1912年頃のマリー・ローランサン

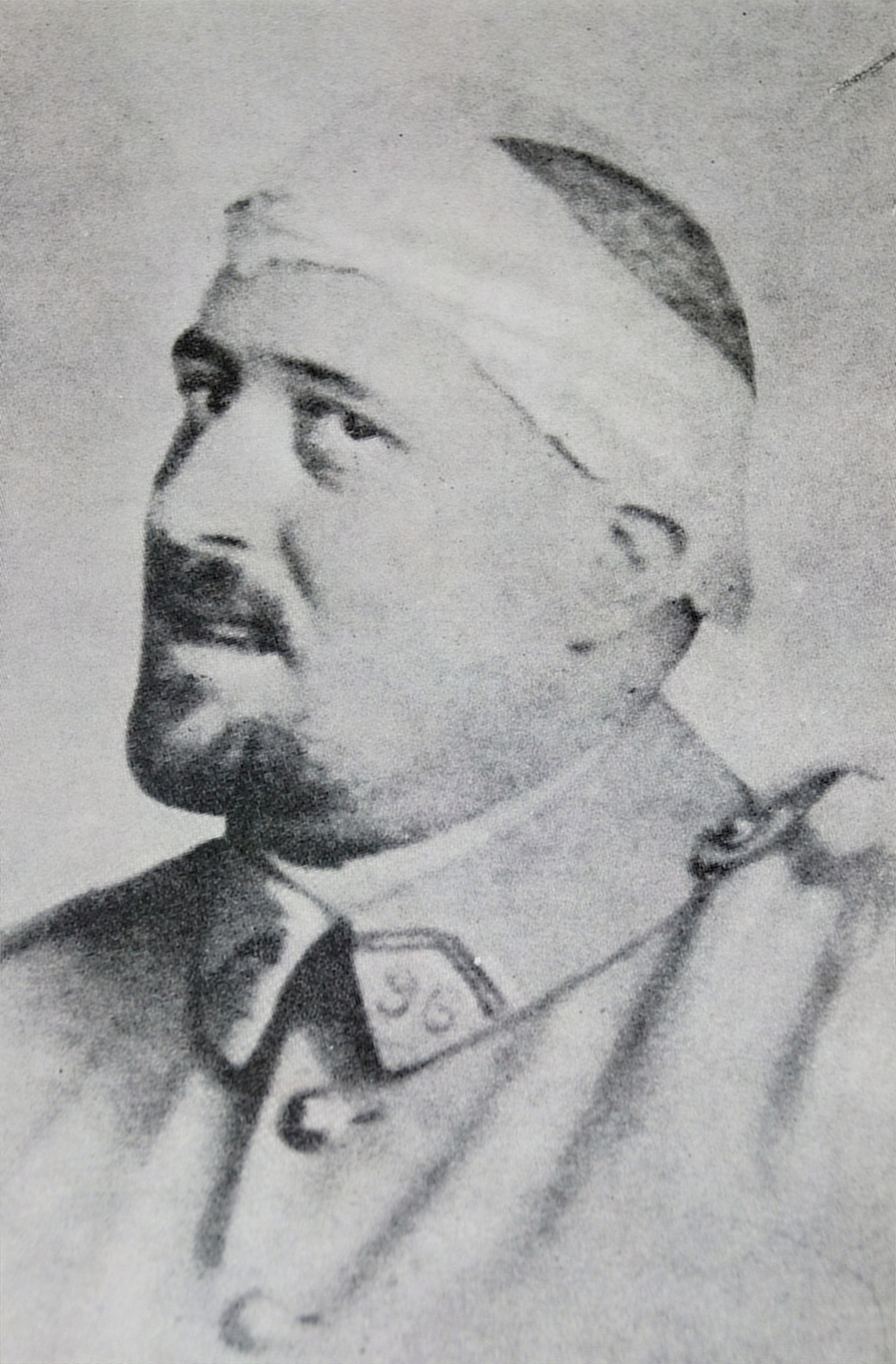
1916年のアポリネール

アンリ・ルソーは、生前はほとんど評価されることのなかった不遇の画家だが、1908年に「洗濯船」のピカソのアトリエで彼を励まし称える夜会が開かれたことが有名な逸話として残っている。きっかけは、ピカソがある日、マルティール通り（モンマルトル）の古物商スーリエ爺さんの店でルソーの『女性の肖像』(1895) を見つけ、わずか5フランで購入したことであった。ピカソは、以前から帝政ロシア（ポーランド）出身の米国人画家マックス・ウェーバー(1807-1961) からルソーのことを聞いていたので、「洗濯船」の芸術家らを誘って、この絵とルソーのために盛大な夜会を開くことにした。「洗濯船」の芸術家らのうち、ルソーと付き合いがあったのはアポリネールだけだったので、彼がルソーを説得した。夜会にはピカソ、フェルナンド、アポリネールのほか、マックス・ジャコブ、マリー・ローランサン (1883-1956) など、モンマルトルのボヘミアンが多数参加した。当時の彼らの流儀で「面白いことになるぞ」と言って誘い合った。アトリエもルソーの絵も飾り立てられ、料理や酒もたっぷり振る舞われた。即興詩を吟じ合い、シャンソンを歌い、盛大な夜会になった。ルソーはピカソに、「私たち二人は現代の最も偉大な画家であり、あなたは古代エジプト的、私は近代的だ」と言ったという。ピカソは『女性の肖像』と、後に購入した『ランプと芸術家の肖像』(1902-03)、『ルソーの2番目の妻』(1093)、『平和のしるしに共和国に敬意を表して訪れた列国の代表者たち』(1907) の4作を生涯手元に置いていた。現在、この4作はピカソ美術館（パリ）が所蔵している。

## 火災とアトリエ再現

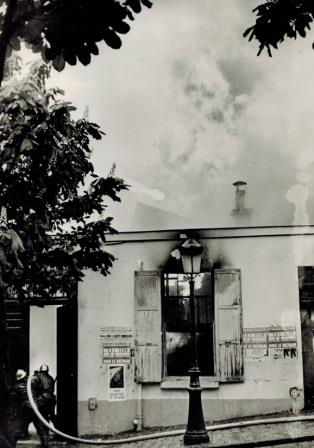
洗濯船の火災 (1970)

「洗濯船」は1969年にパリ市が買い取ったが、翌1970年の火災でほぼ全焼。1978年に（作曲家ギュスターヴ・シャルパンティエの甥の）建築家クロード・シャルパンティエ (1909-1995) がアトリエ25室を鉄筋コンクリートで再現し、現在、若い芸術家らが使用している（住居は兼ねていない）。また、焼け残ったエミール・グードー広場側の小さなファサードにはショーウィンドーを設置し、洗濯船に関する資料を展示している。
1965年5月31日付のアレテにより歴史的記念物に指定された。現在は焼け残った部分のみがこの対象となっている。
みんな、いつかきっと洗濯船に帰って来る。みんな、ほんとうに幸せだった場所に。珍獣ではなく、画家として認められた場所に。― ピカソ

## 日本における紹介
1985年10月25日から11月14日まで、滋賀県立近代美術館で「1908年 ― ピカソのアトリエで ― アンリ・ルソーの夜会」展が開催された。「この展覧会は、美術史上大きな意味をもつこの夜会にスポットを当て、夜会に出席した画家12人の作品113点、彼らに影響を与えたアフリカ黒人彫刻8点、その他アポリネール自筆の詩や洗濯船の模型等の資料を通して、当時の夜会の雰囲気を再現しようとするものである」と紹介された。展覧会のカタログには、ジャニーヌ・ワルノー著「ルソーの夜会展に寄せて」、岡谷公二著「アンリ・ルソーの位置」、アンドレ・サルモン著「ルソーの夜会」、アルセーヌ・アレクサンドル著「画家にして、もとパリ市入市税関官吏アンリ・ルソーの生活と作品」の論文が掲載されている。
2016年1月23日から2月23日まで、名古屋松坂屋美術館で展覧会「愛と青春のアトリエ 洗濯船と蜂の巣」(蜂の巣=ラ・リューシュ) が開催され、この2つの集合アトリエを拠点として活動した芸術家の「若き日々や芸術に対する情熱、そしてふたつのアトリエを中心に繰り広げられた交友関係。そこの住人と彼らの仲間たちの作品約60点が一堂に展覧。暖房や水道もまともになかった状況での創作活動や、才能を見出したものを広く迎え入れる風土など、数々の名作が生まれた「洗濯船」と「蜂の巣」の模型も展示」として紹介された。